# Ballate fra il cielo e il mare
Ballate fra il cielo e il mare è la quarta raccolta degli Stadio, pubblicata dalla EMI Italiana (catalogo 7243 4 96399 2) nel 1998.
Raggiunge la posizione numero 29 nella classifica italiana.

## Il disco
Dal 4 settembre 2001 è disponibile per il download in formato digitale.
Contiene: 3 inediti, brani con nuovi arrangiamenti, 2 canzoni tratte dall'album precedente e il singolo Lo zaino, presente nella ristampa. Eccetto queste ultime, tutti gli arrangiamenti sono di Celso Valli.

## I brani
- Lo zaino - singolo
Si classifica al 5º posto nella Sezione Campioni al Festival di Sanremo 1999 e viene subito aggiunto, come ultima traccia, in fondo alla raccolta. Sempre nel 1999, il 3 marzo, la raccolta è ristampata (catalogo EMI Italiana 7243 4 99666 2) con il brano all'inizio[6].
- Muoio un po' - inedito
Cover, con adattamento e testo italiano di Saverio Grandi, di Driving with the Brakes On, brano contenuto nell'album Twisted (1995)[7], del gruppo scozzese Del Amitri[8], di cui Justin Robert Currie, autore e compositore del pezzo, è fondatore.
- Fra il cielo e il mare, Sembra quasi che non c'è - inediti

nuove esecuzioni (arrangiamenti Celso Valli):
- Universi sommersi - Versione originale in Stabiliamo un contatto.
- C'è - Versione originale in La faccia delle donne.
- Pelle a pelle - Versione originale in Siamo tutti elefanti inventati.
- Ballando al buio - Versione originale in Di volpi, di vizi e di virtù.
- Segreteria telefonica - Versione originale in Siamo tutti elefanti inventati.
- Vorrei - Versione originale in Chiedi chi erano i Beatles.
- Al tuo fianco - Versione originale in Stabiliamo un contatto.
- Che sarà di noi - Versione originale in Puoi fidarti di me.
- Bella più che mai - Versione originale in Canzoni alla Stadio.
- Vai vai - Versione originale in Puoi fidarti di me.

## Tracce
Gli autori del testo precedono i compositori della musica da cui sono separati con un trattino.
L'anno è quello di pubblicazione dell'album che contiene il brano.
1. Muoio un po' – 4:38 (testo: Saverio Grandi – musica: Justin Currie) – Inedito
2. Universi sommersi – 4:55 (testo: Saverio Grandi – musica: Bettina Baldassari, Gaetano Curreri)
3. C'è – 5:18 (testo: Luca Carboni – musica: Fabio Liberatori)
4. Fra il cielo e il mare – 5:00 (testo: Bettina Baldassari – musica: Bettina Baldassari, Gaetano Curreri) – Inedito
5. Sembra quasi che non c'è – 4:49 (testo: Bettina Baldassari – musica: Bettina Baldassari, Gaetano Curreri) – Inedito
6. Ti mando un bacio – 5:12 (testo: Bettina Baldassari – musica: Bettina Baldassari, Gaetano Curreri) – 1997
7. Pelle a pelle – 5:06 (testo: Luca Carboni – musica: Bruno Mariani, Gaetano Curreri)
8. Ballando al buio – 4:24 (testo: Bettina Baldassari – musica: Bettina Baldassari, Gaetano Curreri)
9. Segreteria telefonica – 5:38 (testo: Claudio Lolli – musica: Gaetano Curreri)
10. Vorrei – 5:11 (testo: Luca Carboni, Lucio Dalla – musica: Fabio Liberatori)
11. Al tuo fianco – 4:07 (testo: Saverio Grandi – musica: Vasco Rossi, Andrea Fornili, Gaetano Curreri)
12. Un volo d'amore – 4:57 (testo: Bettina Baldassari – musica: Bettina Baldassari, Gaetano Curreri) – 1997
13. Che sarà di noi – 3:47 (testo: Saverio Grandi – musica: Beppe D'Onghia, Gaetano Curreri)
14. Bella più che mai – 4:23 (testo: Vasco Rossi – musica: Gaetano Curreri)
15. Vai vai – 5:21 (testo: Saverio Grandi – musica: Gaetano Curreri)
16. Lo zaino – 3:57 (testo: Vasco Rossi – musica: Gaetano Curreri) – 1999

## Formazione
Gruppo
- Gaetano Curreri – voce, tastiera
- Andrea Fornili – chitarra
- Roberto Drovandi – basso
- Giovanni Pezzoli – batteria

Altri musicisti (traccia 9)
- Maurizio Piancastelli – tromba
- Sandro Comini – trombone e arrangiamento fiati con la sua Village Band
- Paride Sforza – sax alto